# 上海轨道交通16号线 (2000年方案)
上海轨道交通16号线为上海市一个已经终止的地铁项目规划，由26号线取代。本线在2010年之前的规划中番号定为16号线，编号L2，为上海一條规划建设的轨道交通路线。自2011年起，上海轨道交通规划、建设线路番号进行调整，原21号线调整为16号线，本线改为22号线。本线起讫点大致为虹口足球场站经上海西站至吴泾，其走向大致为自虹口足球场起，经广灵四路或花园路、广中路、广中西路、志丹路、新村路、交通路、祁连山路、淞虹路、合川路、莲花南路、银都路、虹梅南路至吴泾。控制中心与7号线新村路站共用。其中自虹口足球场站至上海动物园站的一期工程，全长19公里，共设17站，为上海2010~2020年间规划建设线路，上海动物园站以南线路尚无建设时间表。
截止于2014年6月20日15号线公示前，都显示于上海西站换乘11号线与15号线换乘，2014年10月16日15号线环评时，本线线位北抬，于古浪路站换乘15号线。
在2016年的规划中，本线祁连山路站至莲花路站段改为26号线，并延伸为环线。祁连山路站以东线位给予20号线，并沿原17号线走向延伸至北新园路站。

## 部分规划换乘车站
- 虹口足球场站 — 换乘3号线、8号线
- 上海马戏城站 — 换乘1号线
- 行知路站 — 换乘7号线
- 古浪路站 — 换乘15号线
- 祁连山路站 —换乘11号线
- 真新新村站 — 换乘14号线
- 祁连山南路站 — 换乘13号线
- 淞虹路站 — 换乘2号线
- 龙溪路站 — 换乘10号线
- 合川路站 — 换乘9号线
- 顾戴路站 — 换乘12号线
- 莲花路站 — 换乘1号线
- 景西路站 — 换乘15号线